# Vzbouřenci na lodi Bounty
Vzbouřenci na lodi Bounty (Les Révoltés de la Bounty) je historický příběh francouzského spisovatele Julese Verna napsaný na základě britských námořních dokumentů a poprvé vydaný roku 1879 jako doplněk ke svazku s románem Ocelové město (Les cinq cents millions de la Bégum) z cyklu Podivuhodné cesty (Les Voyages extraordinaires). Česky příběh vyšel též pod názvem Buřiči z lodě Bounty nebo jako Vzpoura na lodi Bounty.
Původní text byl napsán geografem francouzské Národní knihovny v Paříži Gabrielem Marcelem (1843–1909). Verne od něho zakoupil plná práva k tomuto textu za 300 franků, vyprávění upravil a vydal pod svým jménem. Na rozdíl od jiných autorů však Verne do centra děje nepostavil slavnou námořní vzpouru z roku 1789, ale obdivuhodný výkon velitele lodi Bounty, poručíka Williama Bligha, který byl se skupinou svých věrných posazen vzbouřenci do malého člunu a ponechán osudu uprostřed oceánu, a který díky svým mimořádným námořnickým schopnostem dovedl člun i jeho posádku do bezpečí.

## Filmová zpracování tematiky
- Vzpoura na lodi Bounty (Mutiny on the Bounty), USA 1935, Režie: Frank Lloyd, Hrají: Charles Laughton (William Bligh), Clark Gable (Fletcher Christian), Franchot Tone, Herbert Mundin, Eddie Quillan
- Vzpoura na Bounty (Mutiny on the Bounty), USA 1962, Režie: Carol Reed, Lewis Milestone, Hrají: Marlon Brando (Fletcher Christian), Trevor Howard (William Bligh), Richard Harris, Hugh Griffith
- Bounty (The Bounty), Velká Británie, USA 1984, Režie: Roger Donaldson, Hrají: Mel Gibson (Fletcher Christian), Anthony Hopkins (William Bligh), Laurence Olivier, Edward Fox, Daniel Day-Lewis

## Česká vydání
- Buřiči z lodě Bounty, Alois Hynek, Praha 1921 součást vydání druhého dílu románu Patnáctiletý kapitán
- Buřiči z lodě Bounty, Návrat, Brno 2003, obsaženo ve svazku s názvem Drama v Mexiku.
- Vzbouřenci na lodi Bounty, Garamond, Praha 2006, přeložil Tomáš Kybal, znovu 2014, dvojjazyčné vydání.